# Batalha de Porto Calvo
A Batalha de Porto Calvo foi um confronto militar que ocorreu em 18 de fevereiro de 1637, durante a Guerra Holandesa-Portuguesa, no território que atualmente pertence ao Brasil. A batalha aconteceu na região de Porto Calvo e resultou em uma vitória significativa para as forças brasileiras contra os invasores holandeses. 

## Contexto
No início do século XVII, o Brasil era uma colônia de Portugal, que estava em conflito com os Países Baixos por domínios territoriais e controle comercial. Os holandeses buscavam estabelecer uma presença mais forte no Nordeste brasileiro, rico em açúcar, o que levou a vários confrontos militares na região.

## A batalha
Durante esse período, os holandeses, sob o comando do Príncipe Maurício de Nassau, estavam expandindo seu território no Brasil. Porto Calvo, localizado em Alagoas, tornou-se um ponto estratégico nesse contexto. A batalha em si foi um confronto entre as forças luso-brasileiras e as holandesas, sendo uma tentativa dos portugueses e dos brasileiros de rechaçar o avanço holandês.
As forças luso-brasileiras eram lideradas por André Vidal de Negreiros, Felipe Camarão e Henrique Dias. Eles organizaram uma resistência significativa contra os holandeses, demonstrando notável coragem e determinação. A batalha resultou em uma vitória decisiva para as forças luso-brasileiras, marcando um ponto de virada importante na resistência contra a ocupação holandesa.
A vitória em Porto Calvo não apenas elevou o moral das tropas luso-brasileiras, mas também teve implicações significativas para o andamento da luta contra os holandeses no Nordeste. Ela demonstrou a capacidade de resistência e a determinação das forças locais em enfrentar um inimigo bem equipado e organizado.

## Consequências
A vitória brasileira em Porto Calvo foi um marco importante na resistência contra a ocupação holandesa no Nordeste. Esse triunfo contribuiu para futuras vitórias brasileiras e teve um impacto significativo no moral das tropas coloniais.